# B52
B52 je družbeni roman, ki ga je napisal slovenski pisatelj Dušan Čater. V romanu je obravnavana tematika krize srednjih let in partnerskih odnosov, kljub takšni tematiki pa je zgodba napisana razumljivo in enostavno ter na trenutke precej satirično. Naslov je roman dobil po legendarnem bombniku Boeing B-52 Stratofortress.

## Vsebina
Zgodba govori o Karlu Koherju, moškemu srednjih let, ki s partnerico Mino živi v Ljubljani. Karlo opravlja poklic knjižničarja v eni od manjših knjižničnih podružnic v Ljubljani. Vendar s službo ni zadovoljen, prav tako ne s svojim povprečnim življenjem. Karlo tako pade v krizo srednjih let in se po tem, ko Mina domov pripelje ljubimca, odseli v kletno stanovanje, kjer namerava uživati življenje novopečenega samca. Kmalu ugotovi, da njegovo samsko življenje le ni tako pestro kot si je zamišljal. Nato mu nekega večera, ob steklenici alkohola, dolgoletni prijatelj Frenk predlaga, da bi skupaj kupila kmetijo na Kozjanskem. Karlo se kmalu strinja s predlogom, pusti službo in odide s Frenkom na Kozjansko. Tam kupita manjšo kmetijo in nekaj zemlje. Selitev v mirno kmečko okolje hoče Karlo izkoristiti tudi kot navdih za pisanje – v svojem prostem času je namreč tudi (ne)uspešen pisatelj.

## Zbirka
Knjiga je izšla pri založbi Litera, uvrščena pa je bila v knjižno zbirko Piramida, ki je zbirka izvirnega sodobnega slovenskega leposlovja.